# Араш
Араш Лабафзаде (перс. آرش لباف‎, швед. Arash Labaf; 23 апреля 1977, Тегеран, Иран) — иранский и шведский певец, танцор, композитор и продюсер. Участник музыкального конкурса «Евровидение-2009» вместе с Айсель Теймурзаде от Азербайджана, где они спели дуэтом песню «Always» и заняли в финале третье место.
За время карьеры достиг международного успеха. Известен исполнением песен на персидском языке.

## Биография
Араш Лабафзаде родился 23 апреля 1977 года в Тегеране. Прадед Араша, азербайджанец, был родом из Ардебиля. В 2009 году в интервью «АиФ» заявил, что наполовину азербайджанец, наполовину иранец, а азербайджанские корни со стороны отца. Первые 10 лет своей жизни прожил в Тегеране. Оттуда вместе с родителями эмигрировал в Европу.
В конце 1980-х годов переехал в шведский город Уппсала, где прожил около пяти лет. Тогда же он изменил фамилию Лабафзаде на Лабаф. Позже вместе с семьёй переехал в Мальмё, где жил до 2016 года. По окончании колледжа заинтересовался музыкой. В одном из интервью он рассказал о своих первых выступлениях:
Первую группу мы с ребятами создали ещё в школе, лет в 14. И давали концерты каждый месяц в разных местах, в основном, для сверстников. С тех пор я стал писать песни. И очень заинтересовался этим процессом. Тогда же мы делали свои первые демозаписи. Денег в то время не хватало даже на них. Нам очень помогала одна шведская церковь. Теперь я вместе со своими друзьями являюсь совладельцем той самой первой студии, на которой мы писали демо.
Сочинял и продюсировал музыку, в частности, писал саундтреки для индийских и шведских фильмов. В 2004 году сингл Boro Boro стал хитом № 2 в Швеции за 4 недели и далее занял первые места практически во всех мировых хит-парадах.
Далее последовали два года упорной работы, гастролей по всему миру, из которых самые яркие моменты — аншлаг в Universal Amphitheatre, Лос-Анджелес, съёмки в болливудском фильме Bluffmaster, пара сотен сольных концертов и выступлений на телевидении более чем в двадцати странах мира.
В марте 2005 года Араш выпускает свою первую пластинку Arash. Одну из песен он спел вместе со шведским рэпером Тимбукту, а другую — с иранским певцом Ebi. Альбом Arash стал самым продаваемым альбомом 2006 года по версии MIDEM и попал в топ-5 IFPI (International Federation of the Phonographic Industry).
Араш записал несколько синглов с популярными российскими исполнителями: группа «Блестящие» («Восточные сказки»), Анна Семенович («На моря»), «Крёстная семья» (Baskon), «Фабрика» («Али-Баба»). В 2006 году певец получил премию «Золотой граммофон» за исполнение песни «Восточные сказки». В этом же году вышел сингл Chori Chori, записанный в дуэте с Анилой.
В 2008 году вышел альбом Donya. В него вошли треки Chori Chori, Suddenly, Donya и Pure Love, записанная в дуэте с Хеленой Юсефссон. Релиз альбома сделал имя Араша узнаваемым среди меломанов по всему миру. В пяти странах альбом приобрёл статус золотого. Певец продал более миллиона копий своего альбома. Над синглом Donya певец работал вместе со звездой ямайского регги Шэгги, в биографии которого к тому времени уже были платиновые альбомы в США. Помимо Шэгги, в двухлетней работе над альбомом исполнителю помогали родоначальник шведского рэпа Lumidee и известный хитмейкер Тимбукту. В 2009 году сингл Pure Love стал самым продаваемым на территории России и СНГ.
В ноябре 2008 года он выслал на отборочный тур конкурса «Евровидение» в Азербайджан свою англоязычную композицию «Always». В феврале 2009 года стало известно, что Айсель и Араш представят Азербайджан в Москве именно с песней Always. 14 мая Айсель и Араш по результатам голосования во втором полуфинале прошли в финал конкурса, где заняли третье место, уступив Норвегии и Исландии.
В 2009 году стал лауреатом Международной музыкальной премии The Big Apple Music Awards в Нью-Йорке (США).
В конце 2010 года певец представил свой новый сингл Broken Angel, в дуэте с Хеленой. Песня занимала первые строчки в хит-парадах Муз-ТВ, Европы Плюс, DFM и других. В клипе снялась модель Marianne Puglia. Также есть видео, как снимался этот клип.
В марте 2011 года завершились съёмки фильма Rhino Season иранского режиссёра Bahman Ghobadi, где Араш и актриса Моника Беллуччи сыграли в главных ролях. В этом же году Араш и Хелена стали специальными гостями «Премии МУЗ-ТВ — 2011» и исполнили свой хит Broken Angel.
В октябре 2012 года состоялась премьера новой песни She Makes Me Go, записанной при участии лауреата премии «Грэмми», певца Шона Пола.
4 ноября 2014 года состоялся долгожданный релиз третьего студийного альбома под названием Superman. Альбом записывался на протяжении шести с половиной лет. В него вошли 13 композиций и 4 бонус-трека.
В 2015 году выступил на премии Муз-ТВ с песней One Day.
14 июня 2018 года выпустил песню «Goalie Goalie» совместно с российской певицей Нюшей и американскими певцами Pitbull и Blanco, посвящённую чемпионату мира по футболу в России, потом на нём и выступил.

## Личная жизнь
28 марта 2011 года Араш женился на своей подруге Бехназ Ансари, с которой познакомился в 2004 году. Свадьба проходила в Дубае, на берегу Персидского залива. 22 апреля 2012 года его жена родила двойню: мальчика Дариана и девочку Доню. С 2016 года по настоящее время проживает в Дубае.

## Видеоклипы
| Год  | Клип                                             | Режиссёр                       | Альбом                                                                  |
| ---- | ------------------------------------------------ | ------------------------------ | ----------------------------------------------------------------------- |
| 2004 | «Boro Boro»                                      | нет информации                 | Arash                                                                   |
| 2005 | «Tike Tike Kardi»                                | нет информации                 | Arash                                                                   |
| 2005 | «Temptation» (feat. Rebecca)                     | Александр Игудин               | Arash                                                                   |
| 2005 | «Восточные сказки» (Блестящие feat. Arash)       | Александр Игудин               | Crossfade (The Remix Album) • Восточные сказки (альбом гр. «Блестящие») |
| 2006 | «Arash» (feat. Helena)                           | нет информации                 | Arash                                                                   |
| 2006 | «Chori Chori» (feat. Aneela)                     | нет информации                 | Donya                                                                   |
| 2006 | «Iran Iran»                                      | нет информации                 | Crossfade (The Remix Album)                                             |
| 2008 | «На моря» (Анна Семенович feat. Arash)           | Александр Игудин               | Слухи (альбом А. Семенович)                                             |
| 2008 | «Donya» (feat. Shaggy)                           | нет информации                 | Donya                                                                   |
| 2008 | «Suddenly» (feat. Rebecca)                       | нет информации                 | Donya                                                                   |
| 2009 | «Pure Love» (feat. Helena)                       | нет информации                 | Donya                                                                   |
| 2009 | «Always» (feat. AySel)                           | нет информации                 | Donya                                                                   |
| 2009 | «Kandi» (feat. Lumidee)                          | нет информации                 | Donya                                                                   |
| 2010 | «Dasa Bala» (feat. Aylar & Timbuktu, YAG)        | Farbod Khoshtinat              | Donya                                                                   |
| 2010 | «Broken Angel» (feat. Helena)                    | Farbod Khoshtinat              | Superman                                                                |
| 2011 | «Broken Angel» (Remix) (feat. Helena)            | Farbod Khoshtinat              | Superman                                                                |
| 2011 | «Melody»                                         | Farbod Khoshtinat              | Superman                                                                |
| 2013 | «She Makes Me Go» (feat. Sean Paul)              | Farbod Khoshtinat              | Superman                                                                |
| 2014 | «Iran Iran World Cup 2014»                       | SuperPablo                     | Superman                                                                |
| 2014 | «One Day» (feat. Helena)                         | Farbod Khoshtinat              | Superman                                                                |
| 2014 | «Sex Love Rock N Roll (SLR)» (feat. T-Pain)      | Farbod Khoshtinat              | Superman                                                                |
| 2015 | «Tekoon Bede»                                    | Farbod Khoshtinat              | Superman                                                                |
| 2016 | «Ba Man Soot Bezan»                              | Farbod Khoshtinat              | Superman                                                                |
| 2016 | «OMG» (feat. Snoop Dogg)                         | Farbod Khoshtinat              | TBA                                                                     |
| 2017 | «Se Fue» (feat. Mohombi)                         | Lex Luthor & Farbod Khoshtinat | TBA                                                                     |
| 2018 | «Dooset Daram» (feat. Helena)                    | Алан Бадоев                    | TBA                                                                     |
| 2018 | «Goalie Goalie» (feat. Nyusha, Pitbull & Blanco) | Farbod Khoshtinat              | без альбома                                                             |
| 2019 | «One Night In Dubai» (feat. Helena)              | Роман Бурлака                  | TBA                                                                     |
| 2020 | «Mary Jane» (vs. Ilkay Sencan)                   | Amin Mardomi                   | TBA                                                                     |
| 2021 | «Lavandia» (with Marshmello)                     | Fredrik Callinggard            | TBA                                                                     |

## Фильмография
- «Bombay Dreams» (c Rebecca и Aneela, Bollywood, 2004)
- «Bure-Bure» (Болливуд, OST Мастер блефа / Bluffmaster! 2005)
- «Dasa Bala» (с Timbuktu, Yag ve Aylar Lie, 2010)
- «Rhino Season» (Сезон носорогов), (Иран, с Моника Беллуччи, Йылмаз Эрдоган, Джанер Джиндорук, Берен Саат, Бельчим Бильгин, 2012)